# Steve Anthrobus
Stephen Anthony Anthrobus, detto Steve (Lewisham, 10 novembre 1968), è un allenatore di calcio ed ex calciatore inglese, di ruolo attaccante.

## Carriera
Vanta 46 presenze e 4 gol in Premier League, oltre a 4 incontri e 1 rete in Coppa UEFA.

## Palmarès

### Club

#### Competizioni nazionali
- Campionato inglese di seconda divisione: 1

Millwall: 1987-1988